# Grande Pianura Settentrionale
La Grande Pianura Settentrionale (in ungherese: Észak-Alföld) è una regione dell'Ungheria.
La regione è costituita dalle contee di:
- Hajdú-Bihar
- Jász-Nagykun-Szolnok
- Szabolcs-Szatmár-Bereg

Questo raggruppamento è usato per fini statistici dall'Unione Europea (Eurostat) come raggruppamento di livello 2 (NUTS 2).